# La Ligne de force
La Ligne de force est un essai autobiographique de Pierre Herbart, lequel entreprend de tirer un bilan de ses années d'engagement.

## Présentation
L'engagement de l'auteur commence dès son retour d'un voyage en Indochine (il écrit « revenir ivre d'anticolonialisme »). Malgré la distance ironique de l'auteur, le narrateur ne manque pas de décrire longuement les affres de la colonisation française et la famine qui sévit dans une partie du pays, constatés de visu par Andrée Viollis, journaliste au Petit Parisien, et lui-même, alors que le ministre de l'époque, Paul Reynaud, en visite quelques jours plus tôt, vilipende les agitateurs communistes et salue l'action de la France. Pour le jeune homme révolté qu'il est à l'aube des années trente, la seule voie possible pour allier action et révolte semble indubitablement être celle de l'engagement communiste.  
Sa proximité avec André Gide, particulièrement utile au PCF au moment où le "Contemporain Capital" (André Gide) annonce qu'il serait prêt à donner sa vie pour la réussite de l'entreprise soviétique, lui vaut d'être nommé à la direction de Littérature internationale, publication soviétique, et, accessoirement, de préparer l'arrivée d'André Gide en URSS. Malgré l'énergie déployée par le gouvernement russe pour dissimuler la réalité aux "amis français", des rencontres improbables, lourdes de sens, de même que les affres d'une censure kafkaïenne entament nettement son enthousiasme... 
Enfin, la troisième partie du livre évoque sa participation à la résistance, l'occasion pour l'auteur de raconter l'arrivée de De Gaulle dans Rennes libérée, la cérémonie du cigare allumé par un second empressé... Car La Ligne de force marque, du point de vue de l'auteur, un renoncement total à l'engagement, sa démission de l'Histoire qui broie avec obstination les destinées humaines — et au nom de quoi ? et avec quel ridicule ! — rappelle constamment l'auteur qui préfère garder de ces années quelques sensations chaleureuses, quelques rencontres salutaires : « Je ne saurais trop conseiller aux autres de perdre moins de temps que moi. Telle sera, s'il en faut une, la morale de ce livre. »

## Analyse et commentaire
Dans un article, Sylvie Patron souligne la distance qui peut exister entre l'auteur et le narrateur, remarquant notamment que l'âge du narrateur ne correspond pas à l'âge de l'auteur au moment des faits. Doit-on pour autant douter de la véracité du récit ? Il est vrai que l'auteur allait, dix ans plus tard, livrer ses Souvenirs imaginaires (1968). Pour autant, les éléments biographiques dont on dispose ne permettent pas de remettre en doute la véracité des faits, du moins dans leurs "grandes lignes". Peut-être faudrait-il y voir une distance, une indifférence à certaines précisions biographiques et une forme de réenchantement du réel, la fiction venant alimenter la démonstration et cautionner la réalité. Dans cette perspective, Francois Ouellet a montré comment la littérature était déterminante dans l'écriture de l'essai autobiographique d'Herbart.